# Lutefisk

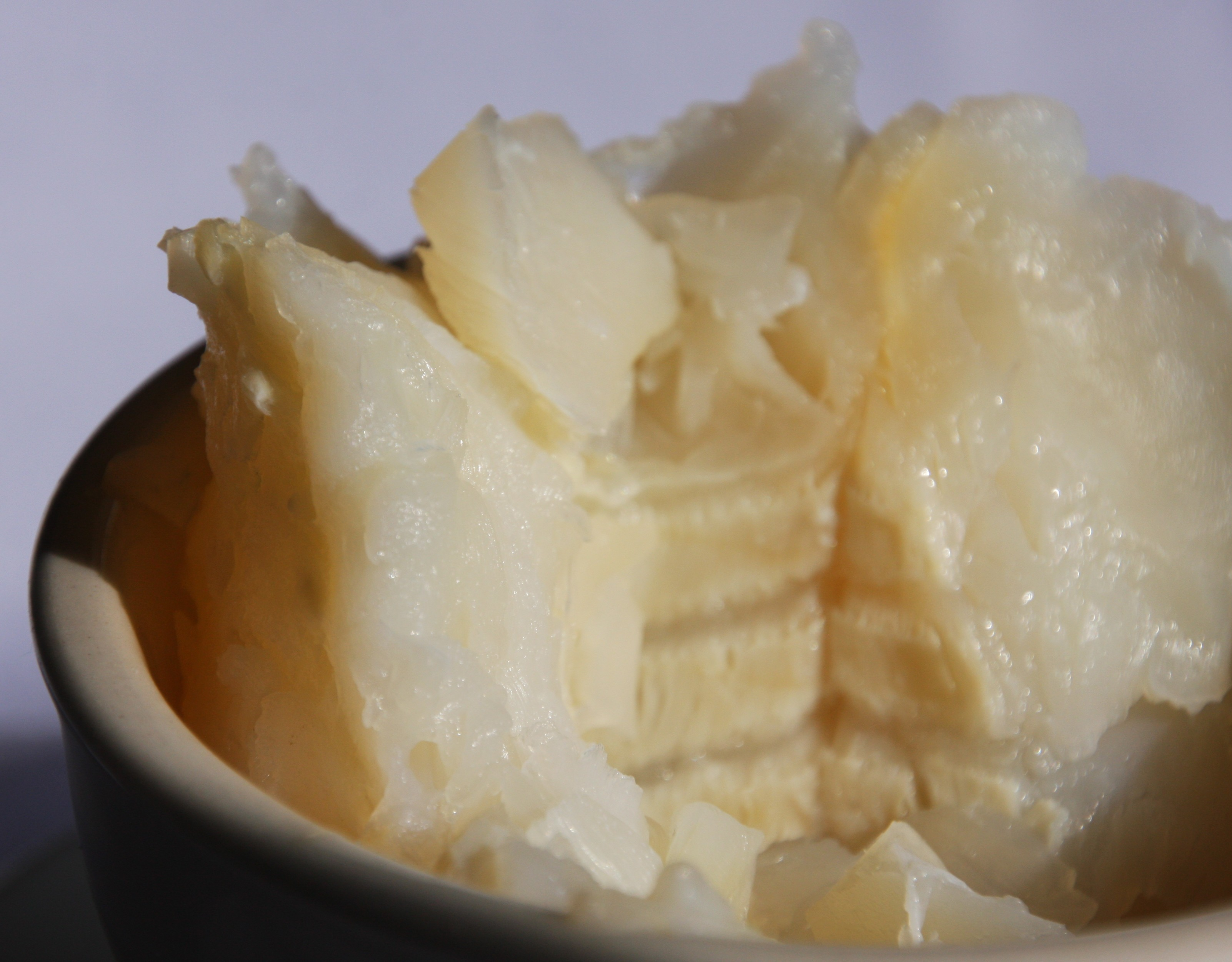
Lutefisk

Lutefisk (także: ryba mydlana, ryba w ługu) – tradycyjne danie kuchni norweskiej, spożywane w okresie Bożego Narodzenia.
Do przygotowania lutefisku używa się sztokfisza, czyli głównie dorsza. Suszoną rybę przez kilka dni moczy się w wodzie, a następnie przez kolejne kilka dni maceruje w ługu sodowym – substancji silnie żrącej. Po wyjęciu z ługu ponownie konieczne jest kilkudniowe moczenie w wodzie, celem wypłukania szkodliwej substancji. Galaretowatą, silnie aromatyczną rybę gotuje się lub smaży i następnie podaje się ją z warzywami lub innymi dodatkami.
Danie popularne jest także w Stanach Zjednoczonych, przede wszystkim wśród osób pochodzenia norweskiego, które spożywają lutefisk zamiast indyka w Dzień Dziękczynienia.